# Punie
Punie is een bestuurslaag in het regentschap Aceh Besar van de provincie Atjeh, Indonesië. Punie telt 2524 inwoners (volkstelling 2010).